# Panel de tendencias

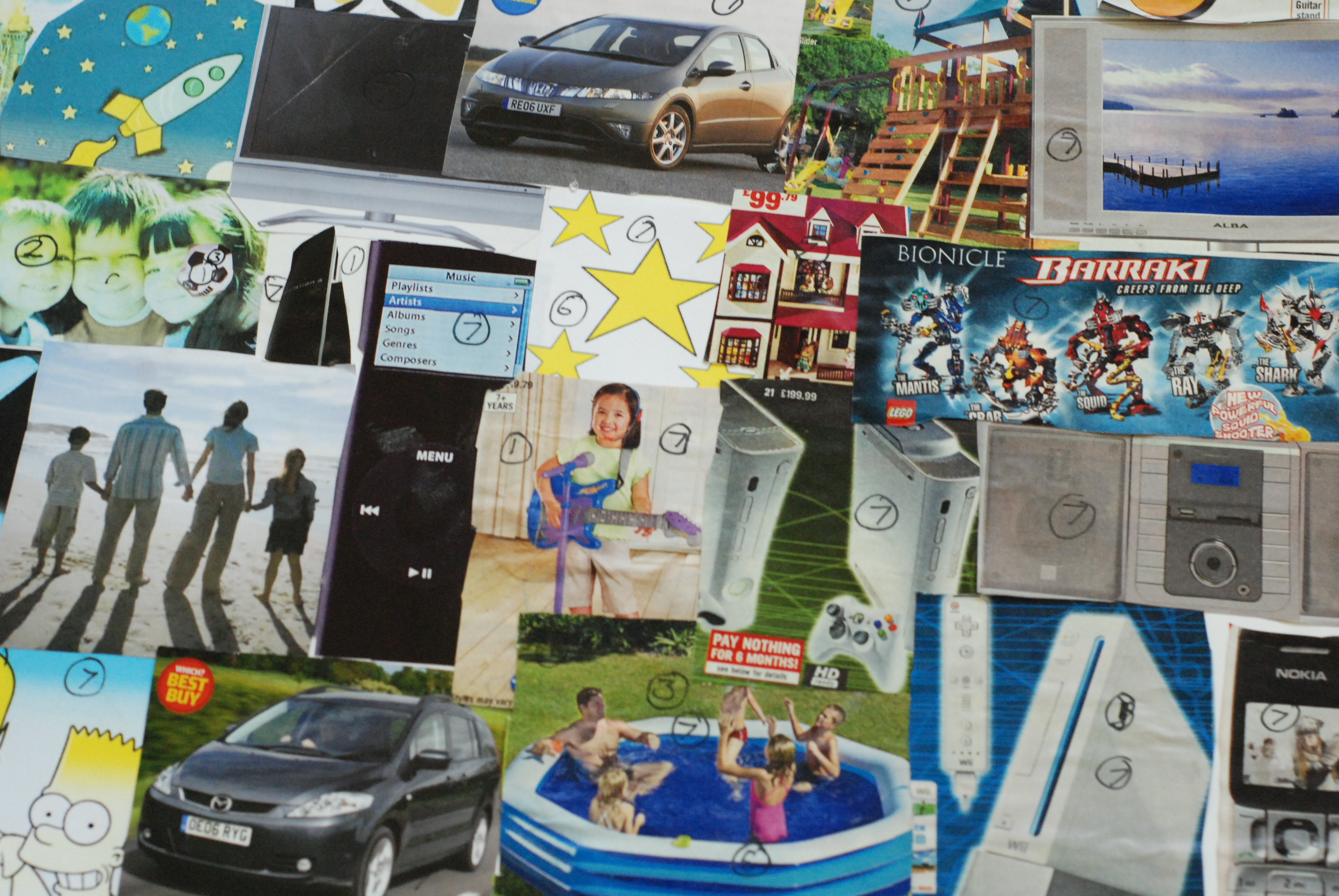
Panel de tendencias

Un panel de tendencias, también llamado mood board, consiste en un collage que consta de imágenes, texto y muestras de objetos en una composición. Pueda estar basado en un tema o tratarse de cualquier material escogido al azar. Un panel de tendencias puede tratar de transportar una idea general o transmitir un sentimiento sobre un tema particular. Pueden ser físicos o digitales y pueden ser unas buenas herramientas de presentación.

## Modos de empleo
Los diseñadores gráficos, de interior, industriales, fotógrafos y otros artistas creativos usan paneles de tendencias para ilustrar visualmente el estilo que persiguen. Sin embargo, estos paneles también pueden emplearse por profesionales de diseño para explicar visualmente cierto estilo de escritura o un escenario imaginario de una trama. En pocas palabras, los paneles de tendencias no se limitan a temas visuales, sino que hacen de herramienta visual para informar de un «sentimiento» o una idea. En un proceso creativo, los paneles de tendencias se equilibran entre coordinación y libertad creativa. 

## Tipos
Tradicionalmente, los paneles de tendencias se hacen de goma eva, la cual se puede cortar con un escalpelo. Crear paneles de tendencias digitales es mucho más rápido, pero generalmente el panel físico con objetos causa un mayor impacto visual en las personas, ya que la paleta de sensaciones es más completa y ofrece mayores contrastes que el panel digital. También se pueden pintar.